# Jiří Šimánek (politik)
Jiří Šimánek (* 14. března 1957 Jindřichův Hradec) je český politik a ekonom, od roku 2007 starosta města Planá nad Lužnicí na Táborsku, bývalý člen ODS, později nestraník za hnutí STAN.

## Život
Do svých dvaceti let žil ve městě České Velenice v okrese Jindřichův Hradec. V Českých Budějovicích vystudoval střední ekonomickou školu, následně absolvoval ekonomické vzdělání na Vysoké škole ekonomické v Praze (získal titul Ing.).
V roce 1976 začal pracovat v masném průmyslu, kde strávil téměř 30 let pracovního života. Tento obor prošel prakticky celý od nákupu živých zvířat, porážky, bourárny a expedice, ale také účtárnu, plánovací oddělení a tvorbu cen. Díky získaným zkušenostem končil v masném průmyslu na pozici ekonomického a finančního ředitele. Krátce působil v táborském Brisku.
Jiří Šimánek žije ve městě Planá nad Lužnicí na Táborsku. Je ženatý, má tři dospělé děti (dva synové a jedna dcera) a dvě vnoučata.

## Politické působení
V komunálních volbách v roce 2002 byl zvolen jako člen ODS zastupitelem města Planá nad Lužnicí. Ve volbách v roce 2006 mandát zastupitele obhájil jako nestraník za ODS. V srpnu 2007 se stal starostou města Planá nad Lužnicí, když předchozí starosta František Chramosta náhle zemřel. Ve volbách v roce 2010 opět obhájil mandát zastupitele, tentokrát jako člen ODS a lídr tamní kandidátky. V listopadu 2010 se stal po druhé starostou města. V roce 2013 z ODS odešel.
Také ve volbách v roce 2014 byl zvolen zastupitelem města, když jako nezávislý vedl kandidátku subjektu „PLANÁ 365“. V listopadu 2014 se stal po třetí starostou města. Rovněž ve volbách v roce 2018 obhájil mandát zastupitele města, když opět jako nezávislý vedl kandidátku subjektu „PLANÁ 365“. V listopadu 2018 se stal po čtvrté starostou města.
V krajských volbách v roce 2008 kandidoval za ODS do Zastupitelstva Jihočeského kraje, ale neuspěl. Ve volbách v roce 2020 kandidoval jako nestraník za hnutí STAN, ale opět neuspěl.
Ve volbách do Poslanecké sněmovny PČR v roce 2017 kandidoval jako nestraník za hnutí STAN v Jihočeském kraji, ale neuspěl. Ve volbách v roce 2021 kandidoval opět jako nestraník za hnutí STAN na 13. místě kandidátky koalice Piráti a Starostové v Jihočeském kraji, ale opět neuspěl.
Ve volbách do Senátu PČR v roce 2022 kandidoval jako nestraník za hnutí STAN v obvodu č. 13 – Tábor. Se ziskem 5,97 % hlasů se umístil na 5. místě a do druhého kola voleb nepostoupil.